# Фуран
Фуран е хетероциклично ароматно органично съединение, представляващо петатомен пръстен от четири въглеродни атома и един кислороден. Класът съединения, които съдържат в структурата си подобна пръстенна система също се наричат фурани. Съединеието фуран се получава от термично разпадане на пентоза-съдържащи материали, целулозни вещества и по-точно борова дървесина. Фуранът е безцветна, запалима, лесно летлива течност с точка на кипене близка до тази на стайна температура. Той е отровен и вероятно карциногенен. Каталитичното хидрогениране на фуран с паладиев катализатор дава тетрахидрофуран.

## История
Името фуран произлиза от латинската дума furfur, означаваща трици. Първото производно на фурана – 2-фуроената киселина, е описано от Карл Вилхелм Шееле през 1780. Друго важно производно – фурфурал, бива открито от Йохан Волфганг Дьоберайнер през 1831 и охарактеризирано девет години по-късно от Джон Стенхаус. Самият фуран е изолиран за първи път от Хайнрих Лимприхт през 1870 и наречен от него тетрафенол.

## Получаване
- Фуран може да бъде получен от фурфурал, чрез окисление и след това декарбоксилиране на получената фуран-2-карбоксилна киселина, като фурфуралът може да бъде получен направо чрез деструктивна дестилация на смляни царевични кочани, в присъствие на сярна киселина.
- Класически органичен синтез на фуран е получаването по Файст-Бенари.
- Един от най-простите методи за синтез на фурани е взаимодействието на 1,4-дикетони с фосфорен пентоксид(P2O5) по Паал-Кнор.

## Химични свойства
Ароматността на фурана се дължи на това, че една от свободните електронни двойки на кислородния атом е делокализирана в пръстена, създавайки 4n+2 ароматна система (по правилото на Хюкел) подобно на бензена. Поради ароматността си, молекулата е равнинна и липсват обособени двойни връзки. Другата свободна двойка електрони при кислородния атом се разполага в равнината на молекулата. sp2 хибридизацията дава възможност на една от свободните електронни двойки на кислорода да обитава p-орбитала, позволявайки ѝ да взаимодейства вътре в π-системата.
Вследствие на ароматността си, характерът на фурана е съвсем различен в сравнение с този на по-типичните хетероциклични етери като тетрахидрофурана.
- Той е значително по-реактивоспособен от бензена по отношение на реакциите на електрофилно заместване, вследствие на електроннодонорни свойства на кислородния хетероатом. Разглеждането на резонансните структури показва повишена електронна плътност в ядрото, водеща до по-голяма способност за встъпване в реакции на електрофилно заместване[4].

- Фуранът служи и като диен в реакциите на Дийлс-Алдер с електродефицитни диенофили като етил (E)-3-нитроакрилат.[5] Реакционният продукт е смес от изомери с предпочитане към ендо изомера:

- Хидрогенирането на фурани води до последователно получаване на дихидрофурани и тетрахидрофурани.
- При реакцията на Ахматович, от фурани се получават съединения на дихидропирана.